# Madelaine Edlund
Madelaine Edlund, född 15 september 1985 Jönköping, är en svensk före detta fotbollsspelare.
Hon var forward i Sunnanå SK, Umeå IK, Tyresö FF och svenska landslaget. Hon debuterade i landslaget i en match mot Danmark 2007 och gjorde sitt första landslagsmål i oktober 2008 mot Irland.